# ارمنی‌های مصر
ارمنی‌های مصر (ارمنی Հայերը Եգիպտոսում به لاتین Armenians in Egypt)، جامعه‌ای با تاریخ طولانی هستند؛ آن‌ها با زبان، کلیساها و نهادهایشان یک اقلیت محسوب می‌شوند. تعداد آن‌ها در مصر به خاطر مهاجرت به سایر کشورها و ادغام با بقیه در جامعه مصری از طریق ازدواج گسترده با مسلمانان و قبطی‌ها رو به کاهش نهاده‌است. تعداد آن‌ها امروزه ۶۰۰۰ نفر است که بسیار کوچک‌تر از چند نسل قبلی است. آن‌ها در دو شهر بزرگ مصر یعنی قاهره و اسکندریه متمرکزند. از لحاظ اقتصادی، ارمنی‌های مصر مایل به تجارت، صنعت و مشاغل آزاد هستند و سال‌ها قبل از مصری‌ها دارای نظام آموزش و پرورش بوده‌اند.

## تاریخ
حضور ارمنی‌ها در مصر به سده ۶ و ۷ میلادی بر می‌گردد. در این دوره، حضور ارمنی‌ها در مصر به خوبی سندیت دارد به ویژه در طی و بعد از فتح مسلمانان که ارمنی‌ها به شرکای مسلمانان بدل می‌شوند. مهاجرت اجباری ارمنیان در اوایل سده نوزده آغاز و در اوایل سده بیست به اوج خود می‌رسد.

### دوران خلافت فاطمیان
این دوره یک دوره موفق برای ارمنی‌ها در مصر بود زیرا آن‌ها از آزدی مذهب، تجارت و فرهنگ بهره‌مند شدند. تعداد آن‌ها به نحو چشمگیری بر اثر مهاجرت‌های بیشتر ناشی از پیشروی سلجوقیان به غرب در طی نیمه دوم سده دهم افزایش یافت.

### دوران بردگی (مملوک‌ها)
حدود ده هزار ارمنی در طی جنگ‌های ممالیک بحری و پادشاهی ارمنی کیلیکیه که بین ۱۲۶۶ تا ۱۳۷۵ اتفاق افتاد اسیر شدند که این ارمنی‌ها به عنوان مملوک‌ها یا سربازان برده به مصر آورده شدند. آن‌ها به عنوان کشاورز و صنعتگر به کار گماشته می‌شدند. جوان ترین‌ها در اردوگاه‌های ارتش آموزش دیده و بر اساس نظام مملوکی یا برده داری بعدها در ارتش و قصر به کارگمارده می‌شدند.

### دوره محمدعلی
دوره سلطنت محمدعلی پاشا شاهد جریان مهاجرت‌های گسترده ارمنی‌ها به مصر بود. محمد علی در آن زمان تعدادی از ارمنیان را برای کمک به دولت خود اجیر نمود. دوره محمد علی شاهد ساخته شدن دو کلیسای ارمنی در مصر یکی برای ارمنی‌های ارتدوکس و دیگری برای ارمنی‌های کاتولیک بود. تعداد ارمنی‌های مهاجر به مصر در این زمان به ۲۰۰۰ نفر تخمین زده می‌شود. بوقوس یوسفیان یک بانکدار و تاجر ارمنی بود که در سال ۱۸۱۹ متصدی دیوان التجارت مصر در کنار سرپرستی سایر امور مالی برای محمد علی بود. در ۱۸۷۶ نوبار پاشا اولین نخست‌وزیر در مصر جدید بود.
در اوایل سده ۱۹ میلادی مصر به یکی از مراکز زندگی سیاسی و فرهنگی ارمنیان درآمد. بسیاری از ارمنی‌های برجسته آن دوره، از جمله کومیتاس وارداپت، آندرانیک اوزانیان و ماردیروس ساریان به مصر سفر کردند. اتحادیه کل نیکوکاران ارمنی در قاهره در سال ۱۹۰۶ میلادی تأسیس شد. اولین فیلم ارمنی با موضوع «سینمای ارمنی» [Haykakan Sinema] در سال ۱۹۱۲ در قاهره توسط تهیه‌کننده‌ای به نام «واهان زارتاریان» تولید شد. این فیلم در قاهره (۱۳ مارس ۱۹۱۳ میلادی) به نمایش درآمد.

### بعد از نسل‌کشی ارمنیان
طی و بعد از نسل‌کشی ارمنیان، ارمنی‌های عثمانی به مصر مهاجرت کردند که در سال ۱۹۱۷ میلادی تعداد آنان ۱۲٬۸۵۴ نفر بود و به تدریج جمعیت آن‌ها در مصر بر اساس آمارهای ارائه شد در ۱۹۲۷ میلادی به مرز ۱۷۱۸۸ نفر رسید که در قاهره و اسکندریه متمرکز بودند. زندگی ارمنی‌ها در مصر با کامیابی‌هایی که به دست می‌آوردند سرآمد زندگی سایر ارمنی‌ها در دیگر کشورهای عربی در سال‌های میانی سده بیستم بود. بعد از ۱۹۵۲ انقلاب جمال عبدالناصر و گرایش سوسیالیستی این انقلاب و این حقیقت که اکثر ارمنی‌های مصر در آن زمان در اکثر موارد به منزلهٔ خویش فرما در محلهٔ خود کار می‌کردند باعث بروز جریان مهاجرت معکوس شد و آن‌ها شروع به مهاجرت به اروپا، ایالات متحده و استرالیا کردند.

### بعد از انقلاب ۱۹۵۲
بسیاری از ارمنی‌های مصر که تعداد آنان ۴۰٬۰۰۰ نفر برآورد می‌شود به اروپا و کشورهای دیگر مهاجرت کردند که از ۱۹۵۶ بعد از ارائه آنچه که «مقررات سوسیالیستی» نامیده شد و نیز ملی کردن تعدادی از شرکت‌های پایه اقتصادی در زمان حکومت ناصر صورت گرفت. از آن جائی که ارمنی‌ها در آن زمان در بخش خصوصی و حرفه‌های اساسی انحصاری و بازارهای تجاری کار می‌کردند لذا مقررات سوسیالیستی تمایل داشت که آن‌ها بیشتر در بخش دولتی یا در کشاورزی کار کنند. تعدادی از این مهاجرت‌ها به این خاطر صورت گرفت که ارمنی‌ها از سوی دولت در کار در بخش دولتی تهدید می‌شدند و لذا کشور را به قصد مهاجرت به اروپا ترک نمودند. از ۱۹۵۶ تعداد ارمنی‌های مصر رو به کاستی نهاد.

### وضعیت امروز
اکثر ارمنی‌هایی که امروزه از ساکنین دائمی مصر هستند در مصر متولد شده و دارای تابعیت مصری هستند. داستان‌های فولکلوریک و مراسم فرهنگی ارمنی از نسل قبلی به نسل بعدی دست به دست می‌گردد. مصریان ارمنی، مصریان کاملی با یک لایه فرهنگ اضافی هستند. یک جامعه کوچک ارمنی با جمعیت حدود ۶۰۰۰ نفر در مصر زندگی می‌کنند (قبل از انقلاب ۱۹۵۲ تعداد ارمنی‌های مصر حدود ۶۰۰۰۰ نفر بود).
نهادهای امروزی نظیر کلوب‌ها، مدارس و باشگاه‌های ورزشی روابط بین ارمنی‌های مصر را تقویت نموده و میراث نیاکانشان را زنده نگه می‌دارند؛ ولی علی‌رغم این تلاش‌ها تعدادی از جوان‌ترین نسل ارمنی‌های مصر (و آن‌ها یی که نتیجه ازدواج بین جامعه ارمنی با سایر مصریان چه مسیحی و چه مسلمان هستند) به زبان ارمنی صحبت نمی‌کنند و به مدارس ارمنی نرفته و با این میراث یا اجتماع در تماس نیستند. کلیسای ارمنی و ساختار غیرسیاسی جامعه ارمنی، دارای نقش بسیار مهمی در اتحاد ارمنی‌ها در مصر هستند. بر خلاف ارمنی‌های سوریه و لبنان، ارمنی‌های مصر از سیاست‌های محلی بیرون مانده‌اند.
کلیسای حواری ارمنی در مصر که تحت قلمرو کلیسای جامع اچمیادزین است نگاهبان اصلی و اولیه دارایی جامعه ارمنی نظیر موقوفات، اموال غیرمنقول به شکل زمین‌های کشاورزی و سایر اموالی است که از نسل‌های انسان دوست به ارث رسیده‌است.

## سیاست
برخلاف ارمنی‌های سوریه و لبنان، ارمنی‌های مصر بسیار به ندرت درگیر مسائل سیاسی روز مصر می‌شوند ولی تعدادی از آن‌ها در موسسات سیاسی و غیرسیاسی مصر استخدام شده‌اند.

## فرهنگ

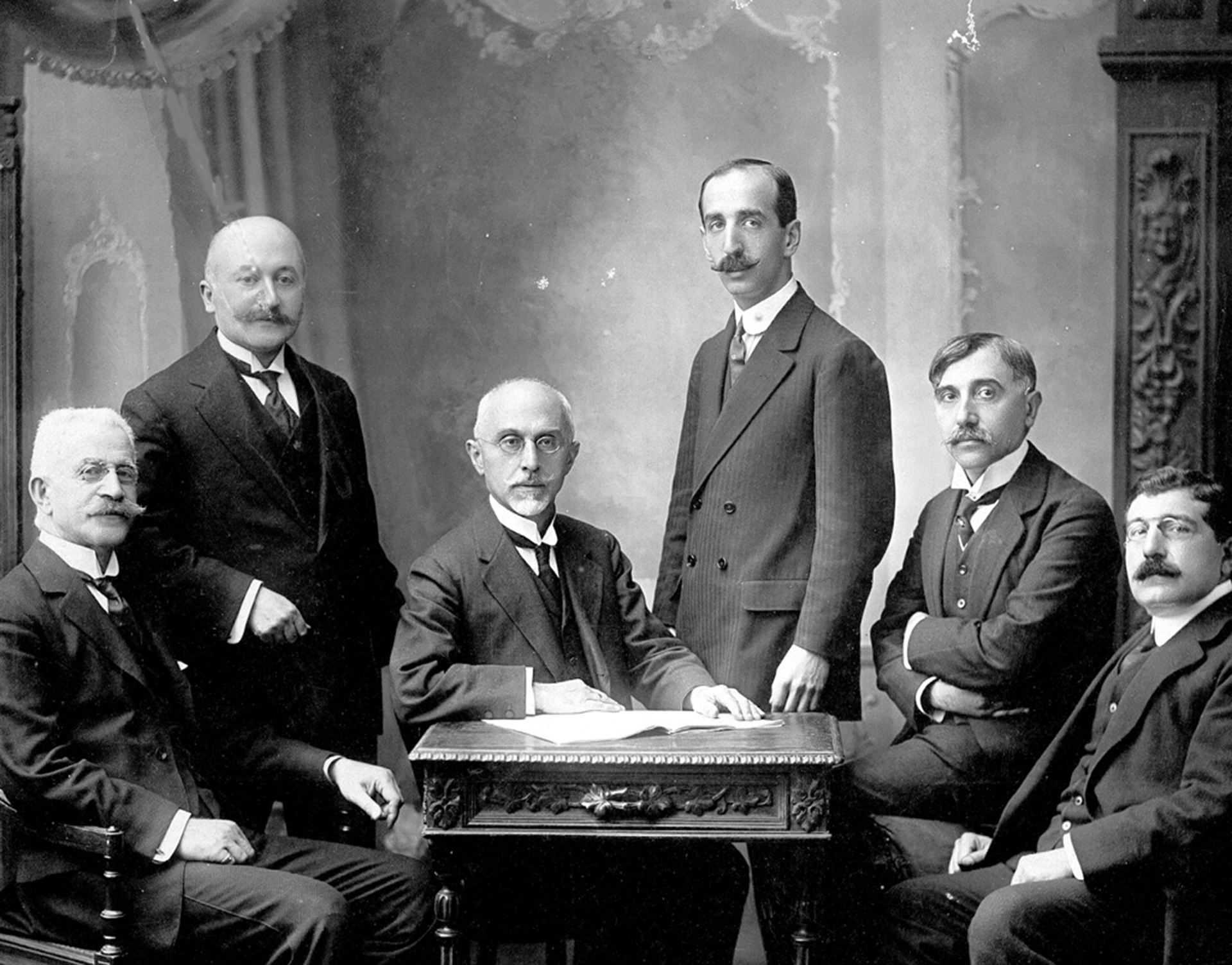
اتحادیه کل نیکوکاران ارمنی شاخه اروپا در منچستر انگلیس سال ۱۹۰۹ میلادی

در اجتماع ارمنی‌های مصر، تعدادی از موسسات فرهنگی از قبیل موارد زیر فعالیت می‌کنند.
- انجمن صلیب سرخ ارمنی
- اتحادیه عمومی نیکوکاران ارمنی
- انجمن فرهنگی هوسابر

جامعه ارمنی دارای چهار کلوب اجتماعی در قاهره و دو کلوب اجتماعی در اسکندریه است. علاوه بر این دارای سه کلوب ورزشی در پایتخت و دو کلوب ورزشی در اسکندریه است. یک خانه سالمندان و فعالیت‌هایی برای جوانان نظیر گروه نمایشی «زانگه زور»، گروه ارکستر «زوارتنوتس» و یک گروه ارکستر کودکان به نام «دزاقگاسدان» [Dzaghgasdan] وجود دارد.

## خبرنگاری
- «آرماونی‎» (به معنی درخت خرما) اولین مجلهٔ ارمنی زبان در مصر بود که به دست «آبراهام مورادیان‎» در ۱۸۶۵ میلادی در قاهره چاپ شد. وی همچنین اولین ویراستار ارمنی در مصر بود.
- «روزنامهٔ نغوس‎» (به معنی نیل) در ۱۸۸۹ میلادی به دست «غووند پاپازیان» در اسکندریه منتشر شد.

امروزه در مصر دو روزنامه و یک هفته‌نامه منتشر می‌شود که همگی وابسته به احزاب سیاسی ارمنی هستند.
- «هوسابر» (به معنی آورنده امید) وابسته به حزب فدراسیون انقلابی ارمنی، در ۱۹۱۳ میلادی تأسیس شده‌است.
- «آرِو» (به معنای خورشید) که یک روزنامه منتشر شده از سوی حزب رامگاوار است که در ۱۹۱۵ میلادی تأسیس شده‌است.
- «جاهاگیر» [Tchahagir] که هفته نامه‌ای است که در ۱۹۴۸ میلادی تأسیس شده و وابسته به حزب سوسیال دموکرات هنچاکیان است.

## ورزش
تعدادی کلوب ورزشی به قرار زیر وجود دارد.
- گامک Gamk (به معنای اراده) که در ۱۹۱۲ در اسکندریه تأسیس شد.
- «آرارات» که در ۱۹۱۴ در قاهره تأسیس شد.
- «نوبار» که در ۱۹۲۴ در اسکندریه تأسیس شد.
- «نوبار» که در ۱۹۵۸ در قاهره تأسیس شد.
- «کلوب خواهر ترزا» که در سال ۱۹۶۹ در قاهره تأسیس شد.

در این کلوب‌ها بازی‌های ورزشی فوتبال، بسکتبال و تنیس روی میز وجود دارد و کم و بیش تمامی باشگاه‌ها دارای فعالیت‌های پیش‌آهنگی می‌باشند.

## مدارس و موسسات آموزشی
اولین مدرسه ارمنی در مصر مدرسه دینی «یقیازاریان» است که در سال ۱۸۲۸ میلادی در منطقهٔ «بین السورین» [Bein Al-Sourein] تأسیس شد. در ۱۸۵۴ میلادی این مدرسه به منطقهٔ «درب الجنینا» [Darb Al-Geneina] منتقل شد و نام آن به «خورنیان» (مشتق از نام موسس خورناتسی) تغییر یافت. در ۱۹۰۴ میلادی نوبار پاشا مدرسه خورنیان را به منطقهٔ «بولاک» [Boulaq] انتقال داد. مدرسه و کودکستان ارمنی «گالوستیان» در ۱۹۰۷ میلادی تأسیس شد. امروزه تنها یک ساختمان مدرسه و یک زمین بازی در «خیابان گالا» واقع در مرکز شهر قاهره باقی مانده‌است. مدرسه دوم ارمنی توسط «بوقوس یوسفیان» در اسکندریه در سال ۱۸۹۰ میلادی تأسیس شد. جدیدترین مدرسه ارمنی، مدرسه «نوباریان» در هلیوپولیس است که در سال ۱۹۲۵ میلادی از سوی بوقوس نوبار به جامعه ارمنی اهدا گردید. سرانجام سه مدرسه ارمنی تا کلاس دوازدهم را دارا شدند و مدارس شش کلاسه‌ای که هنوز تا کلاس دوازدهم را ندارند از سوی کلیسای ارمنی مصر پشتیبانی می‌شوند. در میان جامعه ارمنی در مصر، آموزش و پرورش برای حفظ زبان ارمنی اهمیت بسیار دارد. علاوه براین، زبان ارمنی تنها زبانی است که ارمنیان آن را در خانواده و جامعه خود به کار می‌برند. دانش آموزانی که از مدارس ارمنی فارغ‌التحصیل می‌شوند بلافاصله بعد از گذراندن امتحان دبیرستانی «تاناویا اما» [Thanawiya 'Amma] وارد نظام دانشگاهی شوند.

## کلیسا
ارمنیان مصر به دو دستهٔ ارتدکس و کاتولیک تقسیم می‌شوند. کاتولیک‌ها بیشتر ارمنیان مصر را تشکیل می‌دهند. پنج کلیسای ارمنی در مصر وجود دارد؛ یک کلیسا در اسکندریه و چهار کلیسای دیگر در قاهره:
- کلیسای ارمنیان کاتولیک پاتریارک (اسکندریه)
- کلیسای ارمنیان مرسلی گریگور روشنگر مقدس (قاهره)
- کلیسای ارمنیان کاتولیک پاتریارک و حضرت مریم (قاهره)
- کلیسای ارمنیان مرسلی گریگور روشنگر مقدس (قاهره)
- کلیسای ارمنیان کاتولیک ترزای مقدس (هلیوپولیس، قاهره)

## ارمنی‌های مشهور مصر

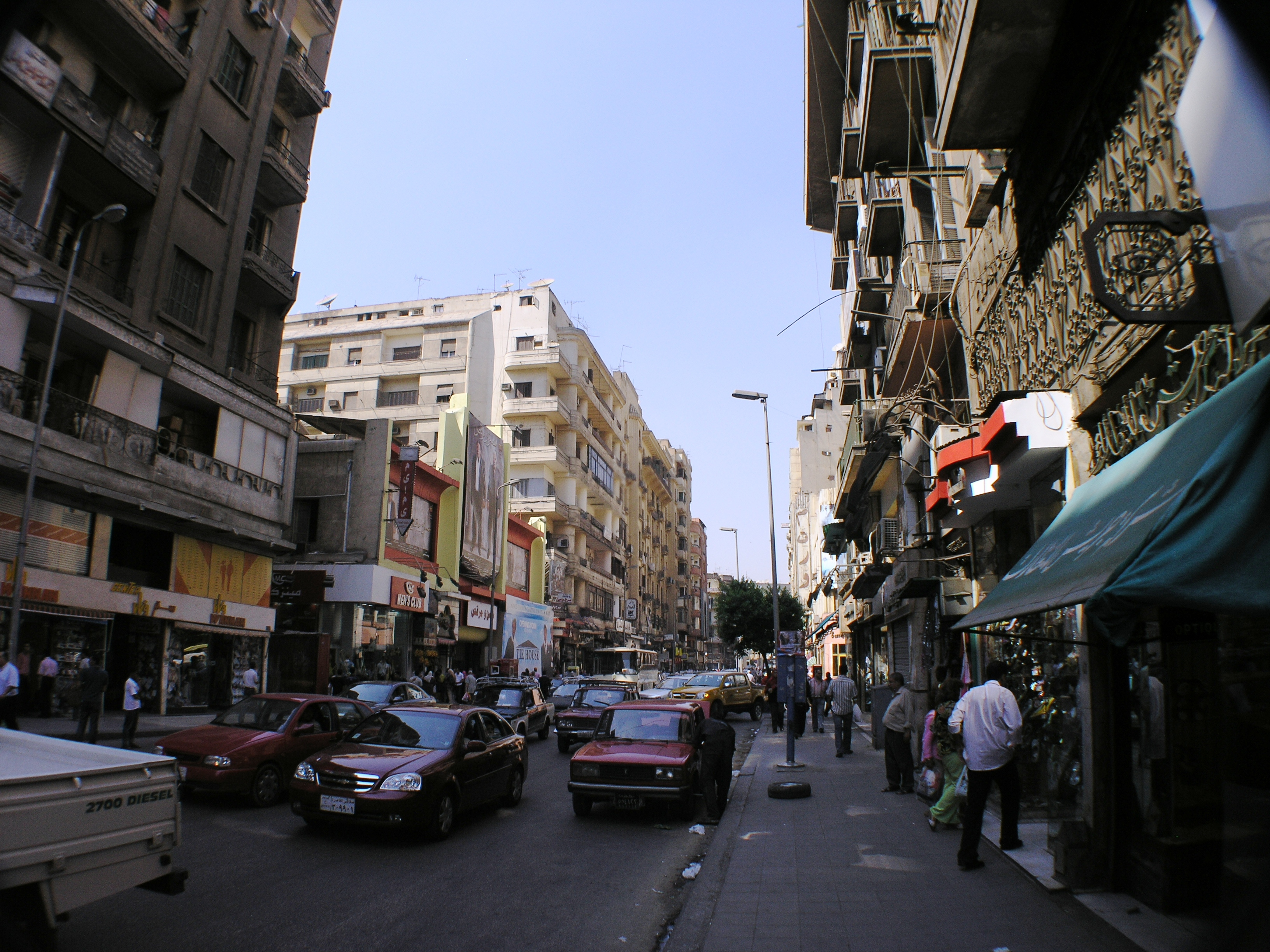
ساختمان یعقوبیان در مرکز شهر قاهره را گارو بالیان در سبک آرت دکو طراحی کرد و هاگوپ یعقوبیان، تاجر متمول ارمنی‌تبار مصری آن را ساخت. ساختمان روزگاری یکی از بهترین ساختمان‌های مسکونی قاهره بود.

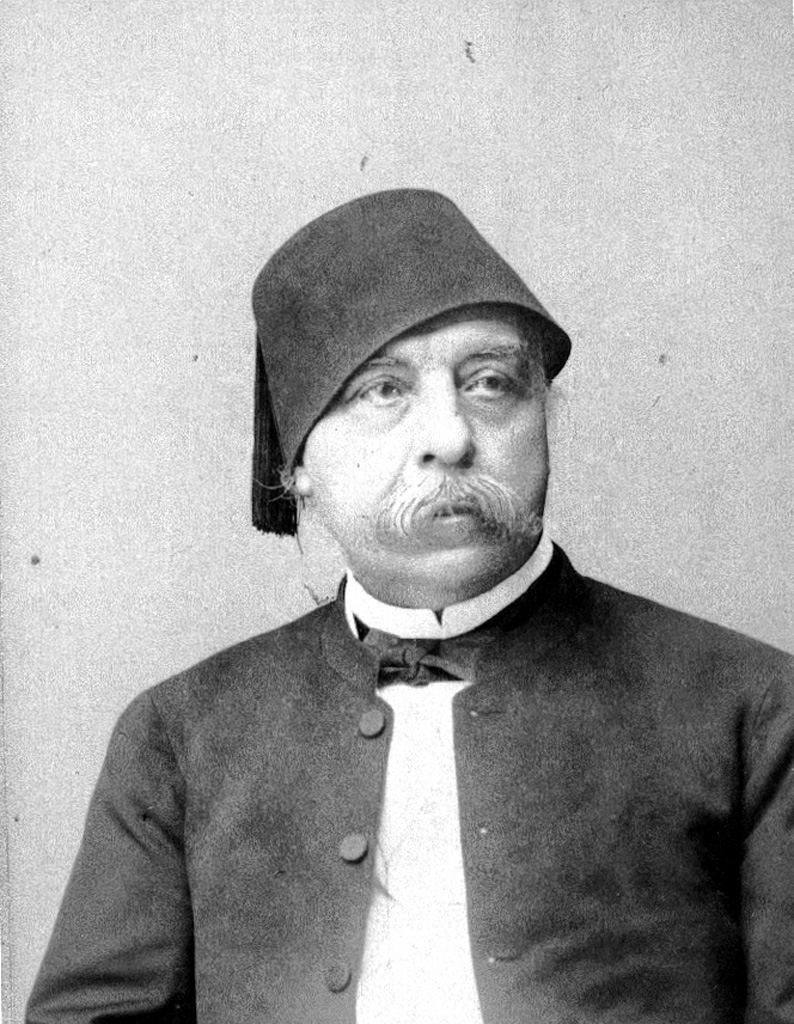
نوبار پاشا

- علی بن یحیی الارمنی [Ali ibn Yahya al-Armani]، حاکم مصر در سال‌های ۸۴۱ و ۸۴۹ که از سوی ابوسعید خلیفه راهنمای سیاسی، روحانی و رهبر مسلمین در بغداد منصوب گردید.
- احمد بن تولون [Ahmad ibn Tulun]، فرمانده جدیدی که در سال ۸۲۷ از سوی ابن خطیب الفرغانی [Ibn Khatib Al-Ferghani] مأمور بنای مسجد در قلعه القطائع شد.
- خطیب الفرغانی [Ibn Khatib Al-Ferghani]، معماری با تبار ارمنی که نیل سنج [Nilometer] را در راس جنوبی جزیره الروضه برای اندازه‌گیری میزان طغیان سطح آب در سال را که یک عامل بحرانی در مصر بوده را بازسازی نمود.
- بدرالگمالی (الجمالی) [Badr al-Jamali]، برده آزاد شده‌ای از تبار ارمنی که از سوی خلیفه المنتصر [Caliph al-Muntasir] در ۱۰۷۳ میلادی در طی دوران خلافت فاطمیان و هنگامی که مصر به خاطر منازعات داخلی ضعیف شده و دست‌خوش قحطی، خشکسالی و بیماری‌های همه گیر شده بود برای کمک فرا خوانده شد. ارتش بدر، عمدتاً متشکل از سربازان ارمنی بود و اعتقاد بر این است که بعد از سقوط آنی در ۱۰۶۶ میلادی که پایتخت دودمان باگراتونی بود و موجی از پناهندگان ارمنی در سایر کشورها پناه می‌جستند تشکیل شد. بدرالگمالی که ابتدا یک مرد نظامی بود سپس وزیر شمشیر و قلم گردید بنابراین این گرایش یعنی وزرای با تبار ارمنی با همان انحصار تمدن و نیروهای نظامی برای مدت یک سده دوام یافت. وزیر ارمنی در راس قدرت نظامی می‌توانست به وفاداری بیش از بیست هزار نفر اعتماد کند.
- الافدال شاهنشاه [Al-Afdal]، پسر بدرالگمالی که علاوه بر ساخت قصر وزیران یا دارالوزرا دو پارک عمومی و یک باغ عجیب و یک گردشگاه با دریاچه مصنوعی به نام برکه الارمن [Birket al Arman] یا دریاچه ارمنی را ساخت. این برادران همگی معماران و بنایانی بودند که در بریدن و آرایش سنگ‌ها مهارت داشته و سه دروازه تاریخی قاهره را ساختند دو دروازه باب‌النظر [Bab al-Nasr] و باب‌الفتوح [Bab al-Futuh] در سال ۱۰۸۷ میلادی و باب زاویلا [Bab Zuwayla] در ۱۰۹۲ میلادی این دروازه‌ها با برج‌های اطرافشان تا امروز باقی مانده‌اند. این استحکامات و دورازه‌ها که شباهت قطعی به استحکامات شهر باستانی آنی، پایتخت زمان باگراتونی ارمنستان دارند به عنوان شاهکارهای معماری نظامی با موازین بین‌المللی تلقی می‌گردند.
- بهرام الارمنی [Bahram al-Armani]، که بعد از فرمان و برقراری صلح در کشور به تقاضای خلیفه الحافظ لدین‌الله در سال ۱۱۳۵ میلادی به عنوان وزیر منصوب گردید.
- بهاالدین کرکوش [Baha al-Din Karakush]، خواجه و مملوک ژنرال اسدالدین شیرکوه که در سال ۱۱۷۶ میلادی استحکامات نظامی و قلعه‌ای در جنوب شرقی تپه‌های موکاتام [Muqattam Hills] ساخت و به دور پایتخت‌های جدید و قدیم یعنی قاهره و فسطاط که به وسیلهٔ این قلعه حمایت می‌شدند دیواری کشید. تا نیمه سده نوزدهم این قلعه که از سوی کرکوش ساخته شده بود به کارکرد و وظایف نظامی و سیاسی خود برای حکومت عمل می‌نمود.
- شجرت الدور (درخت مرواریدها) [Shagarat Al-Durr]، زن برده‌ای که هرشخصی را با نمایش دیدنی طلا و زیورآلات قیمتی خود خیره می‌کرد. او از سوی خلیفه عباسی مستعصم به عنوان هدیه برای سلطان صالح نجم الدین ایوب [As-Salih Ayyub] فرستاده شد و در طی ایام عمرش همسر محبوب او گردید. این برده خودسر، قدرت مطلق و اداره‌کننده مصر در طی گذز به دوران مملوک بوده‌است. او یکی از زنان تاریخ اسلام بوده‌است که به تخت سلطنت صعود نموده و در حوزه‌های فعالیت فرهنگی و سیاسی تفاوت‌هایی ایجاد نمود.
- امیر سلیمان بی الارمنی [Amir Suleyman Bey al-Armani]، او حالتی شبیه حاکم استان‌های مونیفایا [Munnifeya] و غربیه [Gharbiyya] را در ۱۶۹۰ میلادی داشته و بسیار ثروتمند بود به گونه‌ای که غلامانی در خدمت خود داشت.
- مصطفی جبرتی [Mustafa Jabarti]، برده‌ای با تبار ارمنی از تفلیس که مال زیادی جمع نمود. او در محله ارمنی‌نشین الزاوایلا [al-Zuwayla quarter] اموالی خریداری نموده و از طریق خواهر خود وقف ارمنی‌ها نمود. او همچنین مسافرخانه‌ای در طبقه بالای کلیسای سارکیس مقدس این محله برای مهاجرین و زیارت کنندگان ارمنی و کارگران مهاجری که نیاز موقتی به خانه داشتند بنا نمود.
- محمود کهیا الارمنی [Muhammad Kehia al-Armani]، رهبری که در ۱۷۹۸ میلادی برای مذاکره با ناپلئون بناپارت جهت حفظ مردم قاهره به اسکندریه اعزام گردید. ناپلئون بسیار تحت تأثیر لحن مصالحه جویانه، هوشیاری سیاسی و مهارت دیپلماتیک این مملوک ارمنی‌تبار قرار گرفت که بعدها او را به عنوان رئیس اداره امور سیاسی قاهره منصوب کرد.
- روستام (پتروس) [Rustam or Petros]، از اهالی آرتساخ که به عنوان سرباز برده به مصر فرستاده شده بود. او به همراه ناپلئون به عنوان بادیگاردش به فرانسه رفته به همراه ارتش فرانسه در نبرد استرلیتز جنگیده و سپس در فتح اسپانیا شرکت نمود.
- آبراهام کارکهیا [Apraham Karakehia]، یک صراف برجسته که به تقاضای محمد علی برای کمک در امور مالی کار می‌کرد. این صراف ارمنی از طرح و نقشه‌های محمدعلی حمایت نموده و پس از آن به عنوان نماینده مالی کل آلبانی منصوب گردید. او با عنوان افتخاری مصر صرافی [Misser Sarrafi] صراف مصر گردید. این عنوان و افتخار به نسل‌های بعدی او هم تعلق گرفت.
- محدثی یقیازار امیر پتروسیان [Mahdesi Yeghiazar Amira Bedrossian]، صراف دیگری از آجین [Agin] که معروف به والی یا جمع‌آوری‌کننده مالیات و مشاور ویژه حاکم بود. این صراف نه تنها خدمات مالی و نظام مالیاتی را تنظیم می‌نمود بلکه تأمیناتی ضد تصرفات غیرقانونی املاک هم به وجود آورد. در دوره‌های گوناگون، این صراف و رهبر مالی، حقوق انحصاری استفاده از حمام‌های عمومی قاهره، معادن نمک ماتاریا و بازار مالی دامیتا [Damietta] را حفظ نمود. نفوذ این صراف ارمنی حتی در طی دهه ۱۸۳۰ زمانی که به خاطر جنگ روسیه و عثمانی آزار و اذیت ارمنیان زیاد شده و تعدادی از بازرگانان و سرمایه داران در مصر اقامت گزیدند بیشتر شده و حتی موفق شد اولین بانک مصر را که از ۱۸۳۷ تا ۱۸۴۱ فعالیت می‌نمود راه اندازی کند.
- یوحنا الارمنی [Yuhanna al-Armani]، هنرمند و نقاش که در قاهره کار و زندگی کرد.

## جماعت ارمنیان پراکنده
به علت رشد ناسیونالیسم و پان‌عربیسم توأم با محدودیت‌هایی در حقوق مدنی و آزادی‌های اقتصادی، تعدادی از مصریان با تبار ارمنی در اواخر دهه پنجاه و در طی دهه شصت سده بیستم تصمیم به ترک کشور گرفته و هزاران نفر از آن‌ها به اروپا و قاره آمریکا (ایالات متحده، کانادا و آمریکای لاتین) و استرالیا مهاجرت نمودند و این امر به‌طور گسترده تعداد ارمنی‌ها در مصر را کاهش داد.
ولیکن ارمنی‌های مصری مهاجر، وابستگی خود را به مصر حفظ نموده و آداب و رسوم ارمنی – مصری را نگاه داشته و به دور از کشور مصر در دیاسپورای جدید، انجمن‌های خود را تأسیس نمودند. آن‌ها همچنین فعالانه در موسساتی که هنوز در مصر کار می‌کنند (نظیر کلیساها، باشگاه‌ها، مدارس، فعالیت‌های فرهنگی و غیره) شرکت می‌کنند. برای نمونه ما می‌توانیم از انجمن ارمنی‌های مصر در مونترآل کانادا و سایر انجمن‌ها در ایالات متحده یاد کنیم.